# Johann Philipp Winheim sen.
Johann Philipp Winheim (* 7. März 1652 in Frankfurt am Main; † 30. November 1728 in Coburg) war Kriegskommissar im Markgrafentum Brandenburg-Bayreuth sowie kaiserlicher und fürstlich-sächsischer Postmeister.

## Leben
Johann Philipp Winheim wurde als Sohn des Verwalters der Grafen von Solms, Johann Heinrich Winheim und seiner Ehefrau Maria Katharina in Frankfurt am Main geboren. Über seine frühen Jahre ist wenig bekannt. Er immatrikulierte sich 1670 für das Sommersemester an der Universität Jena und erscheint 1686 in Oberkotzau als Sekretär. Mutmaßlich befindet er sich bereits zu diesem Zeitpunkt in den Diensten des Markgrafen Christian Ernst von Brandenburg-Bayreuth.
Im Zuge der Türkenkriege kam es auch zu Bedrohungen der venezianischen Besitzungen in Dalmatien sowie in Morea. Als der Markgraf sich am 30. Januar 1687 in einem Vertrag mit der Republik Venedig verpflichtet, zwei Regimenter zur Verteidigung dieser Kolonien zu stellen, wird Winheim als Kriegskommissar verpflichtet. Aus dieser Zeit sind diverse Berichte insbesondere über seine Aufenthalte und das dortige Kriegsgeschehen u. a. in Dulcigno, Curzola, Spalato sowie Morea, Napoli di Romania, Negroponte und weiterer Orte überliefert. Aufgabe Winheims war die Abrechnung der Soldatenaufwendungen mit Venedig, die Auszahlung der Soldaten, deren Verpflegung und selbstverständlich die Weiterleitung und Abrechnung der Gelder an den Markgrafen in Bayreuth. In dieser Funktion war er in ständigem Kontakt mit Bayreuth und reiste in seiner Zeit als Kriegskommissar immer wieder von den jeweiligen Standorten der Regimenter über Venedig in das Markgrafentum und zurück. Als ihm 1696 Veruntreuung von Geldern aus fehler- und lückenhaften Abrechnungen mit Venedig vorgeworfen wird, scheidet er aus seinen Diensten aus. Die vorgetragenen Anschuldigungen konnten schließlich von Winheim widerlegt werden, so dass er noch im gleichen Jahr aus dem Arrest entlassen und rehabilitiert wird. 1699 wurde er abermals von Bayreuth aus gebeten, nach Venedig zu reisen und die dortigen Verhandlungen über noch ausstehende Gelder zu leiten. Dies kann als Vertrauensbeweis und Rehabilitierung durchaus gewertet werden. Im Januar 1700 verlässt er Venedig zum letzten Mal und verfasst seinen Abschlussbericht.
Seine nächste Station sollte Coburg werden: hier wird er 1698 als kaiserlicher Postmeister verpflichtet und später zeitgleich auch fürstlich-sächsischer Postmeister. Die vorherigen Anschuldigungen dürften ihn sicherlich dazu bewogen haben, dem Markgrafentum den Rücken zu kehren und nach Sachsen-Coburg zu gehen. Beide Ämter bekleidete er -mit oben genannter Unterbrechung 1699 in Venedig- bis 1717, als sein Sohn Johann Philipp Winheim  jun. die Ämter im Rahmen eines neu-geschaffenen Pachtvertrages übernahm.